# ラサヴォンプラザ

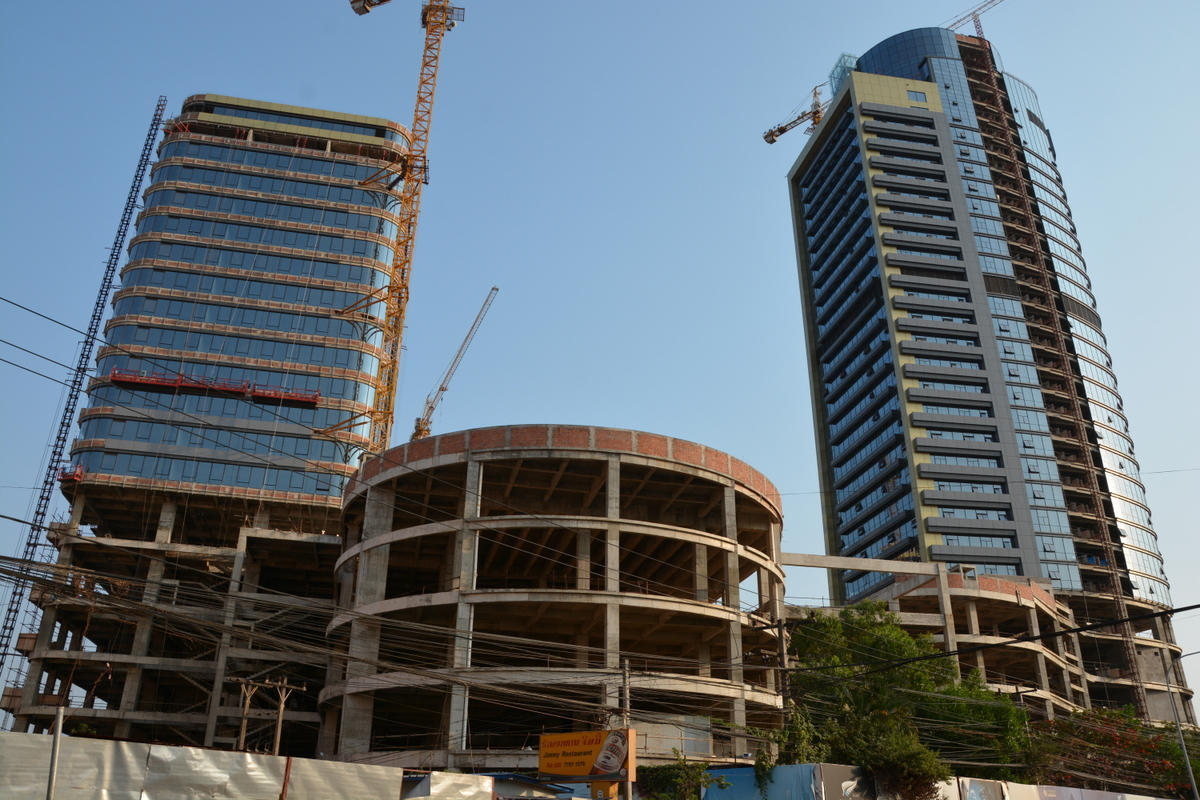
ラサヴォンプラザ　2017年2月撮影

ラサヴォンプラザ（英語: Rasavong Plaza 、ラーオ語: ລາດຊະວົງພລາຊາ、中国語: 拉萨翁广场）はラオスの商業用コンプレックスの1つ。、5つ星ホテル、高級オフィスビル、ホテル式マンション、大型ショッピングセンターを建設するもので、建築面積は15万m2。投資額は1.5億ドルとされる。ヴィエンチャン都サイセター郡に位置する。

## 開発
ラサヴォン広場は中国の重慶方徳地産開発有限公司（ラーオ語: ບໍລິສັດ ຊົງຊິງຟາງເຕີ ພັດທະນາອະສັງຫາລີມະຊັບ、中国語: 重庆方德房地产开发有限公司）(75%)とラオス国防省(25%)の1.5億ドルのJVでラサヴォン開発有限公司（ラーオ語: ບໍລິສັດ ລາດຊະວົງ ພັດທະນາ、中国語: 拉萨翁开发有限公司）を設立、ヴィエンチャン最高峰のランドマークとなる高さ138m、33階建ホテル等の複合施設を建設する計画である。
建設予定の施設は以下のとおり。
- 高さ138m、5星ホテル
  - 地上33階、地下1階建。2014年2月6日から建設を開始し、2016年に完成を予定[3]。
  - 2016年3月3日にはソフトオープンを行い、2016年のアセアンサミット指定ホテルとして利用される計画であったが建設が遅れている。
- 20階建　5A級オフィスビル
- アパートメント
- 大型ショッピングモール

## 進捗
- 2013年7月　重慶方徳地産開発有限公司とラオス国防省経済局MOUに調印
- 2013年12月3日　重慶方徳地産開発有限公司とラオス国防省による合資契約に調印
- 2014年2月　ラサヴォン開発有限公司設立
- 2014年9月29日　5星ホテル起工式